# 化学鉴原
《化學鑒原》，是英國傳教士傅蘭雅口譯、中國清朝科學家徐壽筆述的化學書，1871年（同治十年）江南製造局出版發行。本書是中國史上很早期的化學教科書，介紹了基本的化學知識，例如化學物的理化性質與基本化學實驗等，亦將化學元素的名字翻譯做中文。《化學鑒原》共有六卷，另有續篇二十四卷、補篇六卷、附卷一卷。

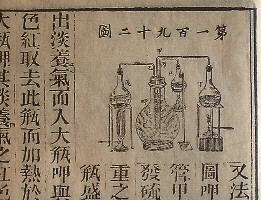
化學鑒原

## 譯者
徐壽，字雪村，對西學產生濃厚興趣，努力汲取西學，研究《格致匯編》等科技教材。他在翻譯館翻譯了許多西方的科技書籍。傅蘭雅，英國根德郡海斯人，同樣在江南制造局翻譯了大量的科學書籍。其中他們二人 把美國人韋爾斯（David Ames Ｗells）於1858年撰寫的《韋爾斯化學原理及應用》（Well's Principles and Applications of Chemistry）的無機化學部分翻譯成《化學鑒原》。

## 內容
本書介紹了各種元素（如氫、氧等）和它們的化合物，說明其物理化學性質、反應、製備方法等等，其中翻譯了各種名詞。如鏹水（現代名叫酸）、原質（現代名叫元素）等。

### 物質的理化性質

#### 元素（書中稱作原質）
書中介紹了常見元素的理化性質等。例如在溴一章節中，譯者介紹了溴是紅棕色的、是液體、有毒等性質，亦描述了一道製備溴的文字式，當中描述到用溴化鉀等和硫酸反應，再冷凝，以製備溴。另外，書中詳細地介紹了鈉金屬的性質，例如把一塊鈉切開時，可看到裏面的金屬光澤；但在過了一會兒後，它跟養氣（氧氣）反應，生成鈉養（氧化鈉）。書中亦介紹了鈉燃燒是會放出金黃的光。

#### 化合物（書中稱作雜質）
這本書介紹了常見化合物的特性。例如介紹了鈉養（氧化鈉）跟水反應後產物（氫氧化鈉）的特性，如呈鹼性（使紅色石蕊紙變藍）等。又描述道它跟淡硫鏹水（稀硫酸）反應後生成鈉養硫養三（元明粉，即硫酸鈉），變爲中性。

### 實驗方法
本書附上插圖，描述實驗的裝置與儀器。例如介紹了用排水集氣法來收集氧氣、用石蕊紙來檢驗物質的酸鹼等。

### 化學物的命名

#### 元素的命名
當時許多科學名詞還沒有相對應的中文名稱，徐壽翻譯了元素的名字。他選擇外文名的首音或次音，然後查找同音詞，並加上相對應的偏旁（如以金字旁表示金屬元素），創造新字來命名元素，如鈉、鈣、錳等。其中有些元素的名稱描述了該元素的特性，如氧氣，因爲氧氣為很多生物之需，意譯為養氣。其他意譯的例子有綠氣（今名氯，因氣體黃綠色而得名）、輕（今名氫氣，因氣體輕而得名）等。溴、鎂等24個元素的譯名被沿用至今，成爲現今的標準名稱。

#### 命名化合物
某些化合物的名詞一直沿用至今，如臭氧等。
某些化合物名字很特殊，現今一般不會使用，如硝鏹水（硝酸）、鉀衰（氰化鉀）等。
某些化合物的名字是由元素的名稱合併而得，但命名方法跟現今的方法很不一樣，當時離子化合物的命名是先讀陽離子再讀陰離子，跟今天的命名法相反。例如KI，當時命名為鉀碘，今天我們命名它為碘化鉀。而硫酸鈣，當時名為鈣養硫養三。又如鉀養淡養（硝酸鉀）、鋇養（氧化鋇）等。

## 影響
《化學鑒原》被格致書院、時務學堂等晚清學堂列爲參考書目。
《清史稿》稱在徐壽翻譯的衆多書本，《化學鑒原》與《西藝知新》兩本書「尤稱善本」 。